# Tobane
Tobane est une ville du Botswana.